# 北梅尔多夫
北梅尔多夫是德国石勒苏益格－荷尔斯泰因州的一个市镇。总面积34.10平方公里，总人口625人，其中男性329人，女性296人（2011年12月31日），人口密度18人/平方公里。